# Acanthogyrus antspinis
Acanthogyrus antspinis är en hakmaskart som först beskrevs av Krishna K. Verma och T.K. Datta 1929.  Acanthogyrus antspinis ingår i släktet Acanthogyrus och familjen Quadrigyridae. Inga underarter finns listade i Catalogue of Life.